# Нові Ляди (Калузька область)
Нові Ляди (рос. Новые Ляды) — присілок в Мосальському районі Калузької області Російської Федерації.
Населення становить 15 осіб. Входить до складу муніципального утворення Село Дашино.

## Історія
Від 2004 року входить до складу муніципального утворення Село Дашино.

## Населення
| 2010 |
| ---- |
| 15   |